# 俞京濬
俞京濬（：／ Yu Kyung-jun，1961年6月17日—），大韓民國保守派政治人物，現任韓國國會議員。